# スイングの少女
『スイングの少女』（スイングのしょうじょ、原題・英語: A Date with Judy）は、1948年に製作・公開されたアメリカ合衆国の映画である。連続ラジオドラマを基にリチャード・ソープが監督、ウォーレス・ビアリーとジェーン・パウエル、エリザベス・テイラーらが出演した。テクニカラー撮影が行われているが、日本初公開に当たっては白黒版プリントが上映された。

## キャスト
- メルヴィン・コルナー・フォスター：ウォーレス・ビアリー
- ジュディ（メルヴィンの娘）：ジェーン・パウエル
- キャロル・プリングル：エリザベス・テイラー
- ロシータ：カルメン・ミランダ
- ザビア・クガート
- スティーヴン・アンドリュース：ロバート・スタック
- オグデン（キャロルの弟）：スコッティ・ベケット

## スタッフ
- 監督：リチャード・ソープ
- 製作：ジョー・パスターナク
- 脚本：ドロシー・クーパー、ドロシー・キングズレー
- 撮影：ロバート・サーティース
- 編集：ハロルド・F・クレス
- 音楽監督：ジョージ・ストール
- ダンス監督：スタンリー・ドーネン
- 美術：セドリック・ギボンズ、ポール・グロッセ
- 装置：エドウィン・B・ウィリス
- 衣裳：ヘレン・ローズ
- 録音監督：ダグラス・シアラー